# هشتیا
هشتیا (به لاتین: Heshtia، پیش‌تر بوگدانوفسکی) یک منطقهٔ مسکونی در گرجستان است که در شهرداری نینوتسمیندا واقع شده‌است. هشتیا ۱٬۶۹۱ نفر جمعیت دارد. بیشتر مردم آن از ارمنیان کاتولیک هستند.